# Ma liberté de penser
Cet article possède un paronyme, voir Liberté de penser.
Ma liberté de penser est une chanson écrite par Lionel Florence, composée par Pascal Obispo et interprétée par Florent Pagny. Elle figure sur l'album Ailleurs land dont elle est extraite en single dès sa sortie en mars 2003.
L'artiste est endetté au début des années 2000 et sa maison de disques lui prête de l'argent qu'il ne déclare pas dans ses revenus imposables. Le fisc lui envoie alors une facture de 2 millions d'euros à régler. Dépouillé jusqu'à ses meubles, ce n'est qu'en 2006 que le tribunal de la cour d'appel de Versailles reconnaît l'erreur des impôts, car l'artiste n'est redevable en réalité que de 15 000 € d'amende, ce qui est sans commune mesure avec la peine initiale.

## Thème
La chanson fait référence aux démêlés du chanteur avec le fisc français. Lorsque les paroles sont écrites, en 2003, des investigations sont en cours mais la justice n'a pas encore tranché. Finalement, en 2005,  Florent Pagny est condamné pour « fraude fiscale », un jugement en partie adouci par une cour d'appel en 2006. L'auteur des paroles, qui n'est pas Florent Pagny mais Lionel Florence (auteur de plusieurs autres succès de l’interprète), a entendu parler dans les médias de ces soucis de Florent Pagny et a décidé d'en faire une chanson, pour le plaisir d'écrire un titre un peu rebelle, à la Brassens[réf. nécessaire], sur la justice. 
De façon plus générale, Florent Pagny s'en prend à plusieurs reprises dans les médias à ce qu'il appelle un matraquage fiscal, et communique d'ailleurs sur son choix de s'exiler hors de France pour cette raison (un choix qui lui vaut des détracteurs ), avant de revenir s'installer en France.
Le thème pourtant ancien n'est pas si fréquent dans les chansons. Mais le chansonnier Gustave Nadaud l'a abordé dès le XIXe siècle, en quelques lignes  désopilantes. Dreant (1920), fut sans doute l'un des premiers à rejeter le nouveau système de taxation des "signes extérieurs de richesse" avec Si tu n'veux pas payer d'impôts, paroles et musique de Maurice Yvain qui fut reprise par Dranem, Andrex et plus récemment par Les Charlots. Le thème est aussi similaire à ceux de Signes extérieurs de richesse, co-écrit et chanté par Johnny Hallyday, ou de Rap-Tout par Les Inconnus. Cependant, d'autres artistes aux démêlés fiscaux bien connus ont préféré rester discrets sur leurs déboires dans ce domaine.

## Accueil
Les réactions sont quelquefois réservées sur le positionnement et cette forme de rébellion de Florent Pagny qui semble, au moment de la sortie du titre, bien égoïste à certains.
Mais le titre se classe numéro un des ventes en France pendant six semaines, en Belgique durant trois semaines, et à la 8e place en Suisse.

## Liste des titres du CD single
| Ma liberté de penser - Single | Ma liberté de penser - Single | Ma liberté de penser - Single  | Ma liberté de penser - Single | Ma liberté de penser - Single | Ma liberté de penser - Single | Ma liberté de penser - Single | Ma liberté de penser - Single | Ma liberté de penser - Single | Ma liberté de penser - Single |
| No                            | Titre                         | Auteur                         | Producteur(s)                 | Durée                         |                               |                               |                               |                               |                               |
| ----------------------------- | ----------------------------- | ------------------------------ | ----------------------------- | ----------------------------- | ----------------------------- | ----------------------------- | ----------------------------- | ----------------------------- | ----------------------------- |
| 1.                            | Ma liberté de penser          | Lionel Florence, Pascal Obispo | Pascal Obispo                 | 3:27                          |                               |                               |                               |                               |                               |
| 2.                            | Guérir                        | Lionel Florence, Daran         | Daran, Erik Fostinelli        | 4:40                          |                               |                               |                               |                               |                               |
| 8:07                          |                               |                                |                               |                               |                               |                               |                               |                               |                               |

## Classements hebdomadaires
| Classement (2003)                       | Meilleure position |
| --------------------------------------- | ------------------ |
| Belgique (Wallonie Ultratop 50 Singles) | 1                  |
| France (SNEP)                           | 1                  |
| Suisse (Schweizer Hitparade)            | 8                  |

## Certifications
| Pays          | Certification | Unités certifiées |
| ------------- | ------------- | ----------------- |
| France (SNEP) | Platine       | 500 000           |